# Presa di Guam
La presa di Guam è la conquista dell'isola di Guam da parte degli USA, che la sottrassero alla Spagna nel 1898, e fu l'atto meno cruento della guerra ispanico-americana.

## Preludio
Guam, sotto il controllo spagnolo di Miguel López de Legazpi che ne aveva preso possesso fin dall'inizio, in nome del Re di Spagna, comprensivo delle isole adiacenti, il 22 gennaio 1565. L'ultimo messaggio che le autorità spagnole di Guam ricevettero dalla Spagna fu del 14 aprile 1898, un mese prima della guerra ispano-americana, dove si manifestava la possibilità di un accordo diplomatico che poteva evitare il conflitto armato.
Henry Glass, comandante dell'incrociatore USS Charleston, si stava dirigendo verso Manila quando ricevette l'ordine di dirigersi verso Guam.

## Presa dell'isola

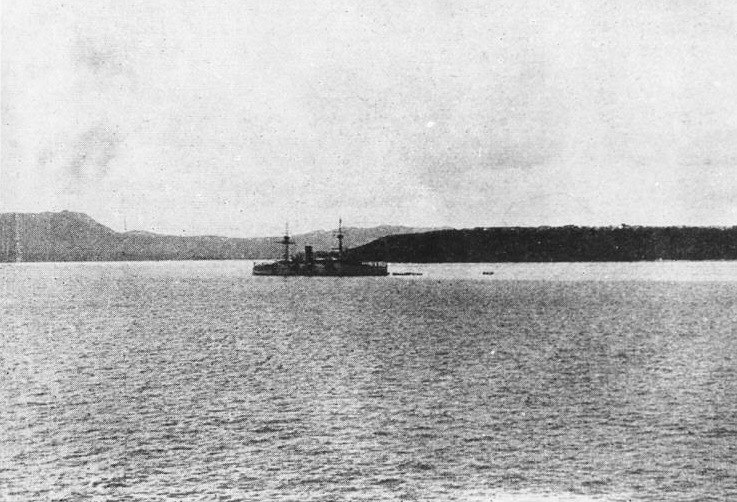
L'USS Charleston entra ad Agana, il principale porto di Guam

Glass quindi decise di porre in stato di allerta i suoi uomini inesperti. Il 20 giugno, Glass arrivava sulle spiagge di Guam. L'US Charleston sparò sull'isola con tre suoi cannoni. Il comando dell'isola suppose che si trattasse di salve di cortesia. Le autorità spagnole inviarono così una barca con a bordo una rappresentanza spagnola formata dall'ufficiale comandante del porto, un medico e il figlio del commerciante più influente dell'isola, il signor Portuach, il quale funse da interprete.
L'ufficiale comandante del porto si scusò non poco per non aver risposto alle salve di cannone americane, dato che era più di un secolo che non si usava e per questo l'unico cannone era molto corroso dal sale marino.
Glass li informò che c'era una guerra tra la Spagna e gli USA e che da quel momento si dovevano considerare prigionieri di guerra. Così fu che Glass liberò la delegazione spagnola che li reinviò sull'isola con il messaggio di arrendersi.
Ma l'ufficiale spagnolo negò di accettare tale ordine in quanto le leggi impedivano di obbedire ad un ordine di una nazione estera.
Glass intanto inviò un subordinato per le ore 9.00 del mattino.
Il giorno seguente, alle ore 9.30 del mattino, l'ufficiale dell'US Charleston era sulla spiaggia, e ordinava entro 30 minuti la resa dell'isola.
Dopo aver constatato l'inferiorità numerica della guarnigione dell'isola di Guam, con scarsità di munizioni, e senza possibilità di nessun aiuto, il governatore dell'isola don Juan Marina si arrendeva, non prima di aver ufficialmente e diplomaticamente protestato energicamente, ignorando l'esistenza di un conflitto tra Spagna e Stati Uniti.
Quindi il tenente Braunersreuther, posto al comando di una squadra di sbarco composta dalla guardia marina dell'US Charleston, dai marines della City of Peking e da due compagnie del reggimento dell'Oregon di volontari provenienti dall'Australia, iniziava la presa pacifica dell'isola di Guam.

## Resa
Nello stesso giorno, la guarnigione spagnola e il governatore don Juan Marina si arrendevano sull'incrociatore US Charleston.
Gli ordini americani furono quelli di alzare il vessillo a stelle e strisce sopra le fortificazioni dell'isola e distruggere tali fortificazioni.
L'isola era la sede del governatorato di tutte le isole Marianne spagnole e quindi la resa di Guam significava anche la resa e la cattura di tutto l'arcipelago delle Marianne ispaniche.

## Dopo la cattura dell'isola
Assicurata l'isola di Guam come primo possesso agli USA nell'Oceano Pacifico, Glass continuò la rotta verso Manila.
Fu così che, con il Trattato di Parigi del 1898, le Filippine, l'Isola di Wake e le Hawaii diventarono possessi statunitensi alla fine del conflitto.